# Charaxes odysseus
Espèce
Le Charaxes odysseus est un lépidoptère appartenant à la famille des Nymphalidae.
C’est une espèce rare et endémique de l'île de Sao Tomé-et-Principe dans le Golfe de Guinée.
Habitant les forêts humides, le mâle fait environ (75 mm) et la femelle (95 mm). Le dimorphisme sexuel est important, plus accentué encore que chez le Charaxes lemosi.